# سلفادور لوريل
سلفادور لوريل (بالإنجليزية: Salvador Laurel)‏ (و. 1928 – 2004 م) هو محامي، وسياسي من الفلبين . تولى منصب نائب رئيس الفلبين (25 فبراير 1986–30 يونيو 1992)، ورئيس وزراء الفلبين .
وهو عضو في Nacionalista Party .
توفي في أثرتون، كاليفورنيا .بسبب ورم لمفي .

## التعليم
تعلم في University of the Philippines College of Law، وDe La Salle University، وAteneo de Manila University، وUniversity of the Philippines.
| المناصب السياسية     | المناصب السياسية              | المناصب السياسية   |
| -------------------- | ----------------------------- | ------------------ |
| سبقه ارتورو تولنتينو | نائب رئيس الفلبين 1986 - 1992 | تبعه جوزيف استرادا |

## روابط خارجية
- سلفادور لوريل على موقع مونزينجر (الألمانية)